# Stoffrecht
Das Stoffrecht umfasst alle Rechtsnormen, die darauf gerichtet sind, bewusst hergestellte chemische Stoffe zu erfassen, zu bewerten und zu kontrollieren. Dazu gehören alle Industriechemikalien, die zur Weiterverwendung in der verarbeitenden Industrie produziert (sogenannte Basischemikalien) sowie alle Stoffe, die um ganz bestimmter Funktionen willen hergestellt worden sind (von Lacken und Farben bis hin zu speziellen Gefahrstoffprodukten, wie Arzneimittel, Pflanzenschutzmittel oder Biozide). Die Risikokontrollen werden auf der Grundlage eines EU-rechtlich einheitlichen Rahmens durchgeführt. Dazu zählen insbesondere die Verordnung (EG) Nr. 1907/2006 (REACH) und die Verordnung (EG) Nr. 1272/2008 (CLP). Über die Zulassung von Gefahrstoffen entscheidet die Europäische Kommission, die dabei von der Europäischen Chemikalienagentur und der Europäischen Behörde für Lebensmittelsicherheit unterstützt wird.
Als Allgemeines Stoffrecht ist das Chemikalienrecht zu bezeichnen, das Besondere Stoffrecht betrifft demgegenüber spezifische Stoffverwendungen, die in eigenen Kontrollsystemen überwacht werden, etwa im Pflanzenschutzgesetz oder dem Arzneimittelrecht.
Ziel ist der Schutz von Mensch und Umwelt vor gefährlichen Stoffen bei Herstellung, Handel, Verarbeitung und Verwendung, geregelt werden auch das Inverkehrbringen und der Umgang. Dabei ist zu beachten, dass auch stoffunspezifische Gefahren und Eigenschaften, wie z. B. Druckgase, Stäube und Partikelgrößen, erfasst werden.
In Deutschland wird zunehmend ein Teilbereich des Umweltrechts mit Bezügen zum Arbeitsschutz-, Chemikalien- und Gefahrenabwehrrecht als Stoffrecht bezeichnet. Der Begriff beginnt sich allmählich als eigenständiges Fachgebiet in der Fachliteratur zu etablieren. Er taucht zunehmend auch in Monographien auf.